# Return to Forever
Pour les articles homonymes, voir Return to Forever (homonymie).
 (juin 2023).
Si vous disposez d'ouvrages ou d'articles de référence ou si vous connaissez des sites web de qualité traitant du thème abordé ici, merci de compléter l'article en donnant les références utiles à sa vérifiabilité et en les liant à la section « Notes et références ».
Return to Forever est un groupe américain de jazz fusion, originaire de New York, actif entre 1972 et 2021. Il est formé par le pianiste et claviériste Chick Corea en 1972. Le groupe intègre de nombreux membres, les seuls musiciens constants étant Corea et le bassiste Stanley Clarke. Avec Weather Report, The Headhunters et Mahavishnu Orchestra, Return to Forever est souvent cité comme l'un des groupes phares du mouvement jazz-fusion des années 1970. Plusieurs musiciens, dont Clarke, Flora Purim, Airto Moreira et Al Di Meola, se font connaître grâce à leurs performances sur les albums du groupe.
Après avoir joué sur les albums jazz-fusion de Miles Davis In a Silent Way (1969) et Bitches Brew (1970), Corea forme un groupe de jazz d'avant-garde, Circle avec Dave Holland, Anthony Braxton et Barry Altschul. En 1972, après s'être converti à la Scientologie, Corea décida qu'il voulait mieux communiquer avec son public. Cela signifiait jouer un style de musique plus accessible que le jazz d'avant-garde.
Return to Forever se sépare pour la première fois en 1977 après cinq ans et six albums studio. Le groupe ne sortira jamais d'autres albums studio, mais autant de disques live sont publiés et Return to Forever se réunit parfois pour des performances live jusqu'au décès de Corea en 2021.

## Histoire

### Première formation (1972–1973)
La première formation de Return to Forever interprète principalement de la musique orientée latine. La première formation du groupe se compose de la chanteuse et percussionniste Flora Purim, son mari Airto Moreira (tous deux brésiliens) à la batterie et aux percussions, le collègue musical de longue date de Corea Joe Farrell au saxophone et à la flûte et le jeune Stanley Clarke à la basse et à la contrebasse. Le clavier Fender Rhodes de Corea forme la base du son de ce groupe ; il n'avait pas encore découvert les synthétiseurs qui deviendront le son de marque du claviériste dans les futures années du groupe. Clarke et Farrell ont amplement d'espace en solo. Alors que la voix de Flora Purim confère un certain attrait commercial à la musique, nombre de leurs compositions étaient également de nature instrumentale et expérimentale. La musique est composée par Corea à l'exception de la chanson titre du deuxième album qui est écrite par Stanley Clarke. Les paroles sont souvent écrites par l'ami de Corea, Neville Potter, et étaient axées sur le thème de la Scientologie. Clarke lui-même s'implique dans la Scientologie par le biais de Corea, bien qu'il ait quitté la religion pendant un certain temps dans les années 1980.
L'album solo de Corea Return to Forever, est enregistré pour ECM Records en 1972, et est initialement publié uniquement en Europe, il ne sera publié aux États-Unis qu'en 1975, et sorti en tant qu'album solo du pianiste plutôt que sous le nom du groupe et cela prête à confusion. Cet album présentait les désormais célèbres compositions de Corea Crystal Silence et Sometime Ago/La Fiesta une longue suite de plus de 23 minutes. Peu de temps après, Corea, Airto, Clarke et Tony Williams forment un groupe accompagnateur pour l'album Captain Marvel de Stan Getz. (1974), qui présentait les compositions de Corea, dont certaines issues des premier et deuxième albums de Return to Forever. Leur premier album officiel, Light as a Feather (1973), sort sur le label Polydor et comprend aussi la pièce Spain, qui devient également assez connue.

### Époque jazz fusion (1973–1976)
Après cet album, Farrell, Purim et Moreira quittent le groupe pour voler de leurs propres ailes, et le guitariste Bill Connors, le batteur Steve Gadd et le percussionniste Mingo Lewis sont intégrés. Cependant, Gadd n'était pas disposé à tourner avec le groupe et à risquer son travail de batteur de session très demandé. Lenny White (qui avait joué avec Corea dans le groupe de Miles Davis) remplace Gadd et Lewis à la batterie et aux percussions, et le deuxième album du groupe, Hymn of the Seventh Galaxy (1973), est ensuite réenregistré.
La nature de la musique du groupe change maintenant complètement en jazz fusion, et évolue dans une veine similaire à celle que le Mahavishnu Orchestra, Weather Report, et certains groupes de rock progressif produisaient à l'époque. Leur style musical est encore relativement mélodique, reposant sur des thèmes forts, mais l'élément jazz est à cette époque presque entièrement absent, remplacé par une approche plus directe, orientée rock. La guitare saturée et déformée deviennent également prédominante dans le nouveau son du groupe, et Clarke passe alors presque complètement à la basse électrique. Un remplaçant au chant n'est pas embauché, et toutes les compositions sont désormais instrumentales. Ce changement ne conduit pas à une diminution de la fortune commerciale du groupe, cependant, les albums jazz rock de Return to Forever ont plutôt trouvé leur place dans le US Pop Album Charts.
Dans l'interview du magazine DownBeat de septembre 1988 avec Chick Corea par Josef Woodward, Josef explique (page 19) , « Il y a cette opinion générale ... que ... Miles [Davis] a cristallisé le jazz fusion électrique et qu'il a envoyé ses émissaires ». Chick répond : « Non, c'est Disneyland tout ça. Miles est définitivement un leader... Mais il y a eu d'autres choses qui se sont produites que je pensais tout aussi importantes. Ce que John McLaughlin a fait avec la guitare électrique a mis le monde sur son oreille. Personne n'a jamais entendu une guitare électrique jouée comme ça avant, et ça m'a certainement inspiré.... Le groupe de John, plus que mon expérience avec Miles, m'a amené à vouloir monter le volume et écrire de la musique plus dramatique et qui faisait bouger les cheveux. »
Alors que leur deuxième album de jazz fusion, Where Have I Known You Before (1974) était similaire dans le style à son prédécesseur immédiat, Corea jouait maintenant des synthétiseurs en plus du piano électrique, et le jeu de Stanley Clarke avait considérablement évolué - utilisant maintenant des effets de bride et de fuzz-tone, et avec son style de signature commençant à émerger. Après que Bill Connors eut quitté le groupe à la suite du troisième album pour se concentrer sur sa carrière solo, le groupe a intégré le jeune Al Di Meola. Bien que Earl Klugh ait joué de la guitare pour certaines des performances live du groupe, il est rapidement remplacé par ce prodige de la guitare alors âgé seulement de 19 ans, qui avait également joué lors des sessions d'enregistrement de l'album.
Leur album suivant, No Mystery (1975), est enregistré avec la même formation que Where Have I Known You Before, mais le style de musique devient plus varié. La première face du disque se compose principalement de jazz-funk, tandis que la deuxième face comportait la pièce-titre acoustique de Corea et une longue composition avec une forte influence musique espagnole. Sur cet album et le suivant, chaque membre du groupe compose au moins un des morceaux. No Mystery remporte le Grammy Award de la meilleure performance de jazz par un groupe.
Le dernier album de cette formation dite « classique » la plus durable du groupe, qui quitte alors Polydor pour Columbia Records, est Romantic Warrior (1976), la meilleure vente du groupe, atteignant finalement le statut de disque d'or. Romantic Warrior poursuit les expériences dans les domaines du jazz-rock et des genres musicaux connexes, et est salué par la critique à la fois pour le style techniquement exigeant de ses compositions ainsi que pour sa musicalité accomplie.
Après la sortie de Romantic Warrior et la tournée subséquente de Return to Forever en soutien (en plus d'avoir signé un contrat de plusieurs millions de dollars avec CBS), Corea surprend tout le monde en décidant de changer la composition du groupe et de ne pas inclure White ou Di Meola.

### Dernier album (1977)
La dernière incarnation de Return to Forever met en vedette Chick Corea et Stanley Clarke et le retour de Joe Farrell, ainsi qu'une section de cuivres de quatre musiciens et la femme de Chick, Gayle Moran Corea au chant et au piano, à l'orgue et au synthétiseur, mais n'enregistre qu'un seul album studio produit en 1977, Musicmagic. Aucun guitariste ne joue sur l'album qui met plus l'emphase sur les claviers de Chick et sa femme Gayle ainsi que la section de cuivres.
En 1978, après avoir sorti un album live de la tournée intitulé Return to Forever Live: The Complete Concert (un coffret de 4 disques vinyles est également sorti), Chick Corea dissout officiellement le groupe.

### Retour et séparation (1982–2021)
En 1982, la formation dite « classique » du groupe, Corea / Di Meola / Clarke / White se réunit pour enregistrer un morceau de dix minutes, Compadres, qui est publié sur l'album de Corea Touchstone. De plus, ils jouent au Reseda Country Club de Reseda en Californie, avec le saxophoniste Joe Henderson le 7 avril 1982. En 1983, la même formation du groupe entreprend une courte tournée de retrouvailles aux États-Unis et au Japon, et l'album témoignant de cette tournée, soit Live in Japan 1983, sort en 2021. Le répertoire de la tournée comprend du nouveau matériel de Corea, dont un morceau intitulé Overture qui est ensuite enregistré par le Chick Corea Elektric Band pour le double album live de divers artistes GRP Super Live in Concert (1992), et un autre intitulé TThe Phantom que Di Meola enregistre plus tard sur son album Kiss My Axe (1991).
26 ans plus tard, Corea, Di Meola, Clarke et White se réunissent une deuxième fois pour une tournée aux États-Unis et en Europe qui débute à l'été 2008. Un coffret de morceaux remixés et remasterisés numériquement des albums Hymn of the Seventh Galaxy, Where Have I Known You Before, No Mystery et Romantic Warrior sont réédités pour coïncider avec la tournée. Corea, Clarke et White (moins Di Meola) effectuent une tournée acoustique en 2009, et sortent un album live en 2011 intitulé Forever. Il comprenait des apparitions en tant qu'invités de Bill Connors, Chaka Khan et Jean-Luc Ponty.
En février 2011, le groupe entame une tournée mondiale en Australie. La programmation de cette tournée était Corea, Clarke, White, Ponty et le guitariste Frank Gambale du Chick Corea Elektric Band. De nombreuses dates comprenaient le groupe Zappa Plays Zappa de Dweezil Zappa en première partie avec Corea apparaissant occasionnellement dans le groupe de Zappa aux claviers, ainsi que Jean-Luc Ponty interprétant certaines des compositions qu'il avait interprétées avec Frank Zappa.
Chick Corea succombe à un cancer le 9 février 2021.

## Discographie
L'album, Return to Forever, est publié sous le nom de Chick Corea plutôt que sur celui du groupe, il doit donc être considéré comme un disque solo.

### Albums studio
- 1972 : Light as a Feather (Polydor)
- 1973 : Hymn of the Seventh Galaxy (Polydor)
- 1974 : Where Have I Known You Before (Polydor)
- 1975 : No Mystery (Polydor)
- 1976 : Romantic Warrior (Columbia)
- 1977 : Musicmagic (Columbia)

### Albums live
- 1978 : Return to Forever Live: The Complete Concert
- 1994 : Live
- 2008 : Returns (Eagle Records) (2 CD)
- 2012 : The Mothership Returns (2 CD + 1 DVD)
- 2016 : Stockholm Live 1972-09-17

### Sorties posthume
- 2021 : Live in Japan 1983 (Hi Hat) – enregistré en 1983
- 2022 : Alive In America (Renaissance) – enregistré en 1974

### Compilations
- Best of Return to Forever (1980)
- Return To The Seventh Galaxy: The Anthology (1996) (couvre les années 1972-1975)
- This Is Jazz, Vol. 12 (1996) (couvre seulement leurs deux derniers albums)
- Anthology (2008) (couvre les années 1973-1976)
- Where Have I Known You Before / No Mystery (2008)
- The Complete Columbia Album Collection (2011), coffret 3 CD (couvre les années 1976 à 1978)

### DVD
- 2009 : Returns Live at Montreux 2008